# Liste d'élections en 1876
Chronologie des élections
- 1872
- 1873
- 1874
- 1875
- 1876
- 1877
- 1878
- 1879
- 1880

Cet article recense les élections organisées durant l'année 1876.

## Élections nationales en 1876
Cette section concerne les élections législatives et présidentielles dans un état souverain, éventuellement fédéral, ainsi que leurs principaux référendums.
| Date                          | État       | Élection ou référendum                    | Contexte | Résultat |
| ----------------------------- | ---------- | ----------------------------------------- | --- | --- |
| Janvier 1876                  | Salvador   | Présidentielle (en)                       | | Cette section est vide, insuffisamment détaillée ou incomplète. Votre aide est la bienvenue ! Comment faire ? |
| 20 janvier                    | Espagne    | Générales                                 | Élections à Cortes constituantes de la Restauration bourbonienne, pour élire les 406 sièges du Congrès des députés et 180 des 360 sièges du Sénat, et approuver la nouvelle Constitution du régime. | Cette section est vide, insuffisamment détaillée ou incomplète. Votre aide est la bienvenue ! Comment faire ? |
| 30 janvier                    | France     | Sénatoriales                              | | Cette section est vide, insuffisamment détaillée ou incomplète. Votre aide est la bienvenue ! Comment faire ? |
| 6 février - 5 mars            | Argentine  | Législatives (es)                         | | Cette section est vide, insuffisamment détaillée ou incomplète. Votre aide est la bienvenue ! Comment faire ? |
| 20 février - 5 mars           | France     | Législatives                              | | Cette section est vide, insuffisamment détaillée ou incomplète. Votre aide est la bienvenue ! Comment faire ? |
| 1er avril                     | Colombie   | Présidentielle                            | | Cette section est vide, insuffisamment détaillée ou incomplète. Votre aide est la bienvenue ! Comment faire ? |
| 2 avril                       | Costa Rica | Présidentielle (en)                       | | Cette section est vide, insuffisamment détaillée ou incomplète. Votre aide est la bienvenue ! Comment faire ? |
| 23 avril                      | Suisse     | Référendums (en)                          | | Cette section est vide, insuffisamment détaillée ou incomplète. Votre aide est la bienvenue ! Comment faire ? |
| 25 avril                      | Danemark   | Législatives (en)                         | | Cette section est vide, insuffisamment détaillée ou incomplète. Votre aide est la bienvenue ! Comment faire ? |
| 7 mai                         | Pérou      | Présidentielle (en)                       | | Cette section est vide, insuffisamment détaillée ou incomplète. Votre aide est la bienvenue ! Comment faire ? |
| 4 juin                        | Salvador   | Présidentielle (en)                       | | Cette section est vide, insuffisamment détaillée ou incomplète. Votre aide est la bienvenue ! Comment faire ? |
| 13 juin                       | Belgique   | Législatives (nl)                         | | Cette section est vide, insuffisamment détaillée ou incomplète. Votre aide est la bienvenue ! Comment faire ? |
| 15 juin                       | Chili      | Présidentielle (es)                       | | Cette section est vide, insuffisamment détaillée ou incomplète. Votre aide est la bienvenue ! Comment faire ? |
| 25 juin - 10 juillet          | Mexique    | Présidentielle (es)                       | | Cette section est vide, insuffisamment détaillée ou incomplète. Votre aide est la bienvenue ! Comment faire ? |
| 5 novembre 1876 - 12 novembre | Italie     | Législatives                              | | Cette section est vide, insuffisamment détaillée ou incomplète. Votre aide est la bienvenue ! Comment faire ? |
| 7 novembre                    | États-Unis | Présidentielle                            | | Cette section est vide, insuffisamment détaillée ou incomplète. Votre aide est la bienvenue ! Comment faire ? |
| 5 juin 1876 - Mars 1877       | États-Unis | Législatives (chambre (en) et sénat (en)) | | Voir l'article Liste d'élections en 1877.                                                                     |

## Élections en subdivisions nationales en 1876
Cette section concerne les élections législatives dans un État fédéré, une subdivision territoriale ou une colonie d'un État souverain, ainsi que leurs principaux référendums.
| Date                               | Subdivision           | État               | Élection ou référendum | Contexte | Résultat |
| ---------------------------------- | --------------------- | ------------------ | ---------------------- | --- | --- |
| 20 décembre 1875 - 29 janvier 1876 | Nouvelle-Zélande      | Empire britannique | Générales (en)         | | |
| 1876                               | Dalmatie              | Autriche-Hongrie   | Législatives (hr)      | | Cette section est vide, insuffisamment détaillée ou incomplète. Votre aide est la bienvenue ! Comment faire ? |
| 4 janvier - 27 septembre           | Suède                 | Suède-Norvège      | Législatives (sv)      | | Cette section est vide, insuffisamment détaillée ou incomplète. Votre aide est la bienvenue ! Comment faire ? |
| 20 février - 5 mars                | Algérie               | France             | Législatives           | | Cette section est vide, insuffisamment détaillée ou incomplète. Votre aide est la bienvenue ! Comment faire ? |
| Mars                               | Lippe                 | Empire allemand    | Législatives           | | Cette section est vide, insuffisamment détaillée ou incomplète. Votre aide est la bienvenue ! Comment faire ? |
| Mars                               | Suriname              | Pays-Bas           | Générales (en)         | | Cette section est vide, insuffisamment détaillée ou incomplète. Votre aide est la bienvenue ! Comment faire ? |
| Octobre - novembre                 | Lippe                 | Empire allemand    | Législatives (de)      | Le parlement élu en mars a promulgué une nouvelle loi électorale, mise en pratique dès l'automne de la même année. | Cette section est vide, insuffisamment détaillée ou incomplète. Votre aide est la bienvenue ! Comment faire ? |
| 10 octobre                         | Île-du-Prince-Édouard | Canada             | Générales (en)         | | le parti conservateur remporte les élections. Lemuel C. Owen forme un gouvernement de coalition avec 15 sièges contre 8 pour le parti inconnu et 7 pour le Parti libéral de Louis Henry Davies[réf. nécessaire]. |
| 20 octobre                         | Prusse                | Empire allemand    | Législatives           | | Cette section est vide, insuffisamment détaillée ou incomplète. Votre aide est la bienvenue ! Comment faire ? |
| Juin 1876 - 26 février 1877        | Norvège               | Suède-Norvège      | Législatives (en)      | | Voir l'article Liste d'élections en 1877. |